# Cúmplices de um Resgate
Cúmplices de um Resgate est une telenovela brésilienne diffusé entre le 3 août 2015 et le 13 décembre 2016 sur SBT.

## Acteurs et personnages
| Acteur/Actrice                  | Personnage          |
| ------------------------------- | ------------------- |
| Larissa Manoela                 | Manuela Agnes       |
| Larissa Manoela                 | Isabela Junqueira   |
| Juliana Baroni                  | Rebeca Agnes        |
| Duda Nagle                      | Otávio Neto         |
| Maria Pinna                     | Regina Junqueira    |
| Alexandre Barros                | Orlando Junqueira   |
| Thays Gorga                     | Helena Agnes        |
| Tânia Bondezan                  | Marina Lopes        |
| Dani Moreno                     | Safira Meneses      |
| Elam Lima                       | Pedro Cavichioli    |
| Mira Haar                       | Nina Agnes          |
| Bárbara Bruno                   | Fiorina Cavichioli  |
| Valéria Sândalo                 | Meire Barba Gato    |
| Pedro Garcia Netto              | Vicente Alencar     |
| Nando Pradho                    | Geraldo Saldanha    |
| Nina Morena                     | Flora Cruz          |
| Nilton Bicudo                   | Damião da Fonseca   |
| João Camargo                    | Ofélio Batista      |
| Bia Lanutti                     | Lola Alencar        |
| Camila dos Anjos                | Alícia Alencar      |
| Vicentini Gomez                 | Giuseppe Cavichioli |
| Lipe Volpato                    | Mateus Jardim       |
| João Guilherme Ávila            | Joaquim Vaz         |
| Duda Wendling e Sophia Valverde | Dóris Jardim        |
| Fhelipe Gomes                   | Téo Cavichioli      |
| Renato Cavalcanti               | André Alencar       |
| Bia Jordão                      | Julia Vaz           |
| Kevin Vechiatto                 | Felipe Vaz          |
| Giovanna Chaves                 | Priscila Meneses    |
| Cléo Ventura                    | Aurora Meneses      |
| Jaime Leibovitch                | Fortunato Meneses   |
| Renata Calmon                   | Lurdinha Passos     |
| Maria Eduarda Machado           | Letícia Flores      |
| Gustavo Rodrigues               | Arthur Torres       |
| Diego Montez                    | Tomas Gomes         |
| Thiago Amaral                   | Frederico Pereira   |
| Murilo Meola                    | Luiz Jardim         |
| Ohana Homem                     | Clara Jardim        |
| Marcelo Galdino                 | Joel Ferraz         |
| Luckas Moura                    | Omar Ferraz         |
| Graça Berman                    | Nair Luz            |
| Luiz Carlos Féliz               | Ermínio Pimenta     |
| Rodrigo Dorado                  | Dinho Barba Gato    |
| Miguel Nader                    | Sandro Cavanhaque   |
| Carlos de Niggro                | Vargas Houdini      |
| Luciano Vianna                  | Navarro Peixeira    |
| Thais Lago                      | Flávia              |
| Vinicius Henuns                 | Xavier              |
| Camila Demaman                  | Laura Antunes       |
| Augusto Garcia                  | Pastor Augusto      |
| Edson Montenegro                | Padre Lutero        |
| Ronaldo Oliva                   | Raul Fernandes      |
| Maurício Ribeiro                | Fausto Ramos        |
| Graciely Junqueira              | Chloé               |
| Julia Simoura                   | Sabrina             |
| Giovanni Venturini              | Nico Sardinha       |
| Gabriel Moura                   | Benjamim            |
| Vitória dos Santos              | Yasmim              |

## Diffusion
- SBT

## Autres versions
- Cómplices al rescate (2002)